# Línea 5 (Bus Guadalajara)
La línea 5 es una línea regular llamada LÍNEA 5 de la ciudad de Guadalajara (España). Es operada por la empresa ALSA.
Realiza el recorrido comprendido entre el barrio Los Manantiales y Los Valles, regresando nuevamente a los Manantiales. Tiene una frecuencia media de 15 minutos.

## Recorrido Ida
- L5 junto al Parque de la Concordia (Guadalajara) agosto 2021 www.autobusesbcn.esC/ Isabela n.º 2
- C/ de Buenafuente

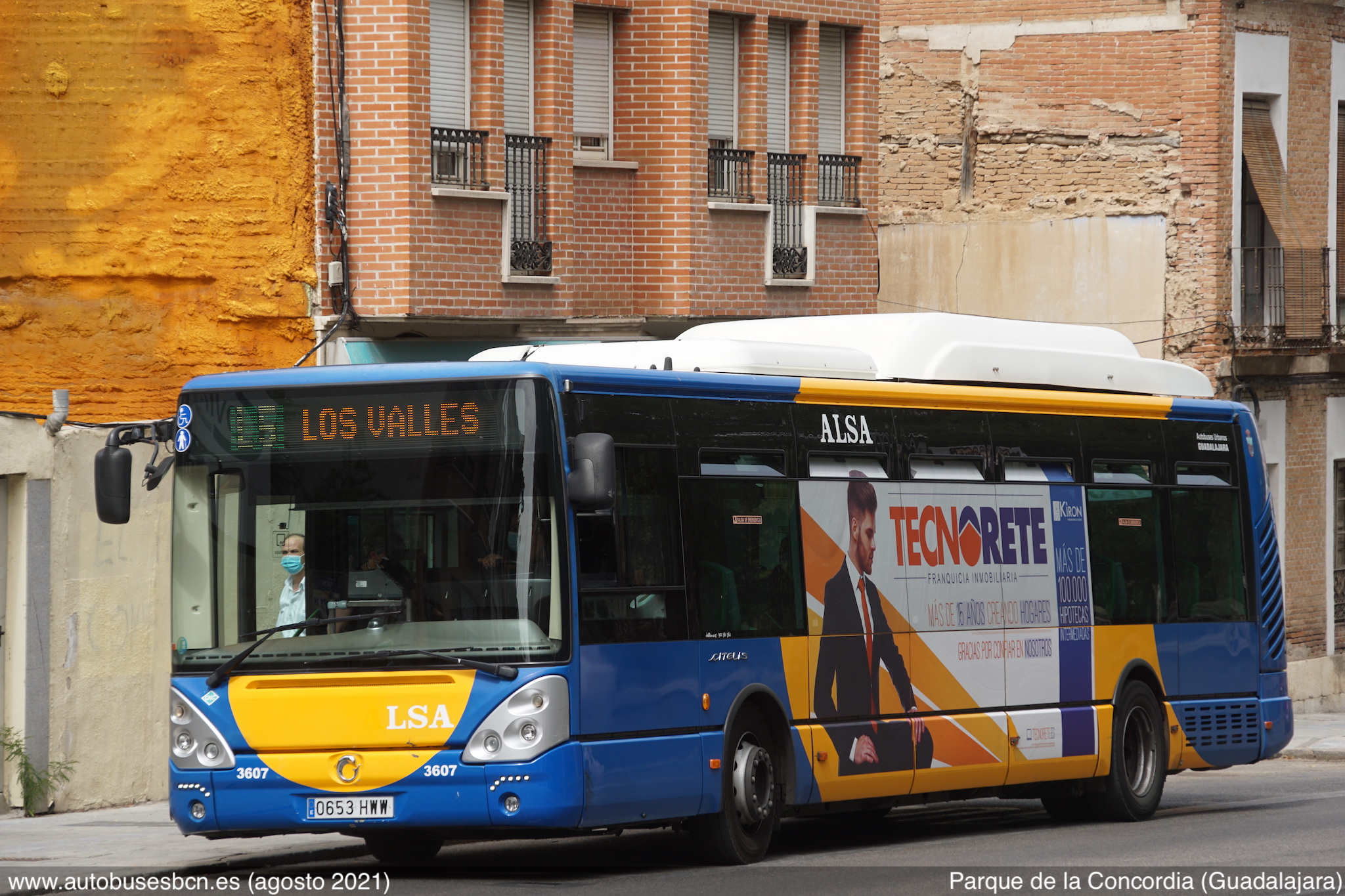
L5 junto al Parque de la Concordia (Guadalajara) agosto 2021 www.autobusesbcn.es

- C/ Julián Besteiro n.º 23 (campo de fútbol)
- C/ Julián Besteiro n.º 5
- Avda. del Ejército n.º 19
- Avda. del Ejército n.º 15 (Centro Social La Rosaleda)
- Avda. del Ejército n.º 11
- Avda. del Ejército n.º 5 (Antes Glorieta Aviación Española)
- C/ Cardenal González de Mendoza n.º 9
- C/ Fernández Iparraguirre n.º 17 (plaza Toros)
- C/ Plaza Capitán Boixareu Rivera (Concordia)
- C/ Zaragoza n.º 18
- C/ Zaragoza (Después c/ Huesca)
- C/ Zaragoza n.º 52
- C/ San Isidro n.º 80 (Junto CAMF Inserso)
- Bulevar Alto Tajo (Después c/ San Isidro)
- Bulevar Alto Tajo (Después Avda. Tejera Negra)
- Bulevar Alto Tajo (Antes Avda. Francia)
- Avendia de Francia (Antes Señorío Molina)

## Recorrido Vuelta
- Avda. de Francia (antes Señorío de Molina)
- C/ Cáceres (Glorieta Badajoz)
- C/ Cuesta Hita (Antes Avda. Barcelona)
- Avenida Barcelona (Antes c/ Alamin)
- C/ Segovia n.º 1
- C/ Zaragoza n.º 19
- C/ Boixareu Rivera (Frente Concordia)
- C/ Fernández Iparaguirre n.º 20
- C/ Cuesta del Matadero (Antes plaza Virgen de La Antigua)
- C/ Cardenal González Mendoza (Frente n.º 27)
- Avenida del Ejército n.º 6
- Avenida del Ejército (Centro Salud Rosaleda)
- Avenida del Ejército (Eroski)
- C/ Roncesvalles (parque)
- C/ México n.º 10
- C/ México n.º 20
- C/ San Quintin
- C/ Francisco Aritio n.º 117
- C/ Isabela n.º 2